# شهرستان آپتون (تگزاس)
شهرستان آپتون، تگزاس (به انگلیسی: Upton County, Texas) یک سکونتگاه مسکونی در ایالات متحده آمریکا است که در تگزاس واقع شده‌است.

## خصوصیات
شهرستان آپتون ۳٬۲۱۶٫۷۸ کیلومترمربع مساحت دارد.